# 티가든 c
티가든 c(Teegarden's Star c or Teegarden c)는 양자리에 위치한 외계 행성이다. 2019년에 새로이 발견된 행성이다.

## 설명
티가든 별 c(또는 티가든 c)는 태양계에서 12.5광년 떨어진 M형 주계열성인 티가든의 별을 생명체 거주가능 영역에서 궤도를 도는 외계 행성이다. 그것은 별 주위를 보존 가능한 생명체 거주가능 구역으로 공전한다. 티가든 b와 함께 잠재적으로 거주 가능한 외계 행성 중에서 가장 가까운 것으로 알려져 있다. 이행성은 2019년 6월에 발견되었다. 티가든 c의 공전 주기는 11.4일이다. 행성의 최소 질량은 지구 질량 하나이며 그 반지름은 아마도 지구와 비슷할 것이다. 이는 철과 암석으로 이뤄진 지각을 가진 지구와 같은 구성을 가지고 있음을 시사한다. 티가든 c는 비교적 온화한 행성의 온도를 가지고 있기 때문에 행성의 표면에 물의 바다나 얼음이 있을 수 있다. 티가든 c는 생명체 거주가능 영역에서 공전한다. 행성의 평형 온도는 -47 °C이지만 두꺼운 대기를 가지고 있다면 표면이 훨씬 더 따뜻해질 수 있다. 지구의 평형 온도는 -18 °C이지만 지구의 대기는 그보다 훨씬 높은 온도를 유지한다. 거주 가능성에 대하여 긍정적인 요소 중에 하나는 별이다. 대부분의 적색왜성은 강한 플레어를 방출하여 대기를 벗겨내고 거주 가능성을 제거할 수 있다. 좋은 예로는 케플러-438b가 있는데 이는 모항성이 활동적인 별이기 때문에 사람이 살 수 없을 가능성이 높다. 또 다른 예로는 태양에 가장 가까운 별인 센타우루스자리 프록시마가 있다. 하지만 모항성인 티가든의 별은 이들 항성과 달리 활동적이지 않고 조용하여 행성에 생명체가 거주할 가능성이 높다. 외계 행성이 잠재적으로 거주할 가능성이 있는 다른 조용한 적색왜성으로는 로스 128과 루이텐의 별이 있다. 티가든의 별은 태양 질량의 약 9%에 해당하는 초저온 적색 왜성으로 온도는 약 2,900 켈빈(2,623 °C 또는 4,760F)이다. 이러한 천체의 고유한 저온은 겉보기 등급이 15.1(절대 등급 17.22)에 불과하기 때문에 이전에 발견되지 않은 이유를 설명한다. 대부분의 적색왜성과 갈색왜성처럼 적외선 스펙트럼에서 대부분의 에너지를 방출한다. 태양보다 나이가 더 많으며 나이는 80억년이다. 티가든의 별은 2003년에 발견되었다. 천문학자들은 오랫동안 지구로부터 20광년 이내에 많은 미발견 왜성이 존재할 가능성이 높다고 생각해 왔다. 왜냐하면 항성 인구 조사에 따르면 인근에 알려진 왜성의 수가 예상보다 적고 이러한 별들이 희미하고 쉽게 간과되기 때문이다. 티가든의 팀은 이러한 희미한 별들이 지난 몇년 동안 다양한 프로그램에서 다른 목적으로 수집한 거대한 광학 하늘 조사 데이터 세트 중 일부를 데이터 마이닝하여 발견할 수 있다고 생각했다. 그들은 NEAT 소행성 추적 데이터 세트를 재검토하여 이별을 발견했다. 그 별은 1951년에 촬영된 팔로마 하늘 조사의 사진 판에 위치해 있었다. 이번 발견은 연구팀이 망원경에 직접 접근할 수 없었고 발견 당시 전문 천문학자도 포함되지 않았기 때문에 의미가 크다. 시차는 처음에 0.43 ± 0.13 아크초로 측정되었다. 이렇게 하면 거리가 7.50광년에 불과하여 티가든 별은 바너드별과 볼프 359의 사이에 위치한 태양으로부터의 거리 순서대로 세 번째 별인 체계가 되었다. 그러나 그당시에도 비정상적으로 낮은 광도(절대 등급은 18.5였을 것이다.)와 높은 시차 불확실성은 실제로 태양의 가장 가까운 이웃 중 하나이지만 거리 순서대로 순위가 높지 않은 다소 먼 거리에 있음을 시사했다. 2009년에 조지 게이트우드는 0.2593초의 더 정확한 시차 측정을 통해 12.578광년의 거리를 산출했다.

## 같이 보기
- 티가든의 별
- 지구형 행성
- 외계 행성